# Programmations du Coachella Festival dans les années 2020
Pour des articles plus généraux, voir Coachella Festival et Programmations du Festival Coachella.
Cet article présente les programmations du Festival Coachella dans les années 2020.

## 2020-2021
En 2020, après avoir été initialement reporté d'avril à octobre, le festival est annulé en raison de la Pandémie de Covid-19 aux États-Unis. Étaient notamment annoncés Rage Against the Machine, Travis Scott et Frank Ocean. En 2021, le festival est de nouveau annulé pour la même raison. L'Impératrice devait faire partie de la programmation.

## 2022
Le festival a lieu les weekends des 15-17 et 22-24 avril. La programmation initiale comprenait Harry Styles, Billie Eilish, Kanye West (qui se dédit moins de deux semaines avant le début du festival), Swedish House Mafia et L'Impératrice.
| Coachellea Stage | Coachellea Stage | Outdoor Theatre | Outdoor Theatre                  |
| ---------------- | ---------------- | --------------- | -------------------------------- |
| 23h35            | Harry Styles     | 00h00           | King Gizzard & The Lizard Wizard |
| 22h10 - 22h55    | Daniel Caesar    | 22h40 - 23h35   | Louis the Child (en)             |
| 20h25- 21h10     | Lil Baby         | 21h10 - 22h10   | Phoebe Bridgers                  |
| 19h10 - 20h00    | Grupo Firme (en) | 19h40 - 20h35   | Madeon                           |
| 18h00 - 18h45    | Anitta           | 18h25 - 19h10   | NIKI                             |
| 16h50 - 17h35    | Ari Lennox       | 17h05 - 17h50   | Omar Apollo                      |
| 15h40 - 16h25    | MIKA             | 16h00 - 16h40   | Chelsea Cutler (en)              |
| 14h40 - 15h20    | Princess Nokia   | 14h55 - 15h35   | The Hu                           |
| 13h45 - 14h15    | Saish K          | 14h00 - 14h40   | Coby (en)                        |

| Sonora        | Sonora                       | Gobi          | Gobi                                    |
| ------------- | ---------------------------- | ------------- | --------------------------------------- |
| 22h10 - 22h50 | Ela Minus                    | 00h05         | BADBADNOTGOOD                           |
| 21h00 - 21h40 | Amyl & the Sniffers          | 22h45 - 23h35 | EPIK HIGH                               |
| 19h45 - 20h25 | PUP                          | 21h25 - 22h15 | The Avalanches                          |
| 17h40 - 18h40 | Spiritualized                | 20h10 - 21h   | TOKiMONSTA                              |
| 16h35 - 17h10 | The Chats                    | 19h00 - 19h45 | The Marías                              |
| 15h30 - 16h10 | Code Orange                  | 17h50 - 18h35 | slowthai                                |
| 14h30 - 15h05 | Jean Dawson                  | 16h35 - 17h20 | Role Model                              |
| 13h40 - 14h10 | Giselle Woo & The Night Owls | 15h20 - 16h05 | Regrettes                               |
| 12h00 - 13h40 | crudo                        | 14h15 - 14h55 | Arooj Aftab                             |
| 12h00 - 13h40 | crudo                        | 13h45 - 14h00 | Torres Martinez Birdsinging and Dancing |

| Mojave        | Mojave           | Sahara        | Sahara       | Yuma          | Yuma                  |
| ------------- | ---------------- | ------------- | ------------ | ------------- | --------------------- |
| 23h45         | Lane 8           | 23h55         | SLANDER      | 23h15         | ARTBAT                |
| 22h35 - 23h20 | Smoh Aalegra     | 22h45 - 23h30 | Big Sean     | 21h45 - 23h15 | The Martinez Brothers |
| 21h25 - 22h10 | Pink Sweat$      | 21h35 - 22h20 | Baby Keem    | 20h15 - 21h45 | Peggy Gou             |
| 20h10 - 20h55 | Run The Jewels   | 20h10 - 21h10 | Black Coffee | 18h45 - 20h15 | Damian Lazarus        |
| 18h45 - 19h40 | IDLES            | 19h05 - 19h50 | Cordae       | 17h30 - 18h45 | Daphni                |
| 17h30 - 18h15 | Carly Rae Jepsen | 18h00 - 18h45 | City Girls   | 16h15 - 17h30 | Purple Disco Machine  |
| 16h25 - 17h05 | Still Woozy      | 16h35 - 17h35 | Dom Dolla    | 15h00 - 16h15 | Jayda G               |
| 15h20 - 16h00 | Raveena          | 15h35 - 16h35 | John Summit  | 14h00 - 15h00 | Logic1000             |
| 14h25 - 14h55 | Lawrence         | 14h50 - 15h35 | Lost Kings   | 13h00 - 14h00 | SOHMI                 |
| 13h00 - 14h00 | MEUTE            | 14h05 - 14h50 | GG Magree    | 12h00 - 13h00 | Dear Humans           |
| 13h00 - 14h00 | MEUTE            | 14h05 - 14h50 | DJ Lord      | 12h00 - 13h00 | Dear Humans           |
| 13h00 - 14h00 | MEUTE            | 14h05 - 14h50 | Gabe Real    | 12h00 - 13h00 | Dear Humans           |

| Coachellea Stage    | Outdoor Theatre  | Sonora          | Gobi                   | Mojave             | Sahara        | Yuma            |
| ------------------- | ---------------- | --------------- | ---------------------- | ------------------ | ------------- | --------------- |
| Billie Eilish       | Stromae          | Molchat Doma    | Kyary Pamyu Pamyu      | DJ Koze            | 21 Savage     | Richie Hawtin   |
| Megan Thee Stallion | Danny Elfman     | black midi      | Hot Chip               | Floating Points    | Isaiah Rashad | Dixon           |
| Flume               | Disclosure       | Inner Wwave     | Freddie Gibbs & Madlib | Caribou            | Rich Brian    | Chris Liebing   |
| 88rising            | Cuco             | Mannequin Pussy | Pablo Vittar           | Steve Lacy         | BROCKHAMPTON  | ANNA            |
| Giveon              | Wallows          | Nicki Nicole    | Caroline Polachek      | Turnstile          | Tchami        | Paco Osuna      |
| Conan Gray          | Beach Bunny      | Ed Maverick     | Rina Sawayama          | girl in red        | 100 gecs      | Sama' Abdulhadi |
| Masego              | Loboman x Massio | Nilüfer Yanya   | Ario Parks             | Japanese Breakfast | Emo Nite      | DJ Holographic  |
| Koffee              | Loboman x Massio | Beach Goons     | L'impératrice          | Holly Humberstone  | J.I.D         | Layla Benitez   |
| Record Safari       | Loboman x Massio | Yard Act        | Surf Curse             | Amber Mark         | Whipped Cream | Miane           |
| Record Safari       | Loboman x Massio | Kuma            | Alaina Castillo        | Sabeerah Najee     | VNSSA         | Miane           |
| Record Safari       | Loboman x Massio | Kuma            | Wave Groove            | Sabeerah Najee     | DJ Susan      | Miane           |

| Coachellea Stage                 | Outdoor Theatre           | Sonora        | Gobi            | Mojave                            | Sahara           | Yuma              |
| -------------------------------- | ------------------------- | ------------- | --------------- | --------------------------------- | ---------------- | ----------------- |
| Swedish House Mafia x The Weeknd | Jamie XX                  | Nathy Peluso  | Belly           | The Blessed Madonna + Honey Dijon | Denzel Curry     | Luttrell          |
| Doja Cat                         | Joji                      | Current Joys  | Natanael Cano   | Jessie Reyez                      | Duke Dumont      | Fatboy Slim       |
| Karol G                          | Solomun                   | Eyedress (en) | Ali Gatie       | Måneskin                          | Duck Sauce       | Michael Bibi (en) |
| Maggie Rogers                    | FINNEAS                   | Crumb         | Chicano Batman  | Dave                              | Vince Staples    | Bedouin           |
| Banda MS                         | Alec Benjamin             | Viagra Boys   | Orville Peck    | Fred Again..                      | Channel Tres     | Adam Port         |
| Tiffany Tyson                    | Yola                      | Skegss        | beabadoobee     | Kim Petras                        | Griselda         | AMÉMÉ             |
| Tiffany Tyson                    | Mariah the Scientist (en) | Altin Gün     | Hayden James    | Emotional Oranges (en)            | Maxo Kream (en)  | Cole Knight       |
| Tiffany Tyson                    | Jaqckglam                 | Cariño        | Sampa the Great | Olivia O'Brien                    | Beijing Junglist | Cole Knight       |
| Tiffany Tyson                    | Jaqckglam                 | Argenis       | Jillesque       | Yimbo                             | Beijing Junglist | Cole Knight       |

## 2023
Le festival a lieu les weekends des 14-16 et 21-23 avril,.
Vendredi 14 et 21 :
| Coachella Stage   | Coachella Stage | Outdoor Theatre   | Outdoor Theatre          |
| ----------------- | --------------- | ----------------- | ------------------------ |
| 23 h 25           | Bad Bunny       | 21 h 50           | The Chemical Brothers    |
| 20 h 35 - 21 h 50 | Gorillaz        | 19 h 30 - 20 h 30 | Kaytranada               |
| 19 h 5 - 19 h 55  | Burna Boy       | 18 h 10 - 19 h    | SG Lewis                 |
| 17 h 45 - 18 h 30 | Becky G         | 16 h 55 - 17 h 40 | Yungblud                 |
| 16 h 30 - 17 h 15 | Pusha T         | 15 h 45 - 16 h 25 | Saba                     |
| 15 h 30 - 16 h 10 | Doechii         | 14 h 30 - 15 h 15 | The Comet Is Coming (en) |
| 14 h 50 - 15 h 25 | Record Safari   | 13 h - 14 h 20    | Juicewon                 |

| Sonora            | Sonora             | Gobi              | Gobi                         |
| ----------------- | ------------------ | ----------------- | ---------------------------- |
| 21 h 30           | Uncle Waffles      | 22 h 35           | Ashnikko                     |
| 19 h 40 - 20 h 20 | Sasha Alex Sloan   | 21 h 25 - 22 h 15 | Whyte Fang                   |
| 17 h 55 - 18 h 40 | TV Girl            | 20 h 15 - 21 h    | The Garden                   |
| 16 h 45 - 17 h 35 | Magdalena Bay      | 19 h 5 - 19 h 50  | Yves Tumor (en)              |
| 15 h 40 - 16 h 20 | DannyLux           | 17 h 45 - 18 h 35 | Tobe Nwigwe (en)             |
| 14 h 55 - 15 h 25 | Soul Glo (en)      | 16 h 25 - 17 h 15 | Overmono (en)                |
| 14 h - 14 h 35    | Lava La Rue        | 15 h 20 - 16 h 5  | Gabriels                     |
| 13 h 10 - 13 h 40 | The Murder Capital | 14 h 20 - 14 h 55 | ¿Téo?                        |
| 12h - 13 h 10     | Jim Smith          | 13 h 20 - 14 h    | Jupiter & Okwess             |
| 12h - 13 h 10     | Jim Smith          | 12 h 45 - 13 h 10 | Desert Cahuilla Bird Singers |

| Mojave            | Mojave              | Sahara            | Sahara               | Yuma              | Yuma                     |
| ----------------- | ------------------- | ----------------- | -------------------- | ----------------- | ------------------------ |
| 22 h 35           | FKJ                 | 22 h 35           | Metro Boomin         | 23 h 15           | Maceo Plex               |
| 21 h 5 - 21 h 55  | Angèle              | 21 h 20 - 22 h 5  | Two Friends          | 21 h 45 - 23 h 15 | Testpilot                |
| 19 h 35 - 20 h 35 | Blondie             | 20 h 5 - 20 h 55  | Jamie Jones          | 20 h 15 - 21 h 45 | Mochakk                  |
| 18 h - 18 h 45    | Wet Leg             | 18 h 45 - 19 h 35 | Blink-182            | 18 h 45 - 20 h 15 | Idris Elba               |
| 16 h 50 - 17 h 35 | Muna                | 17 h 20 - 18 h 15 | Vintage Culture (en) | 17 h 30 - 18 h 45 | Nora En Pure             |
| 15 h 45 - 16 h 25 | Benee               | 16 h 15 - 17 h 10 | Malaa                | 16 h 15 - 17 h 30 | Dennis Cruz + PAWSA (en) |
| 14 h 40 - 15 h 20 | Domi & JD Beck (en) | 15 h 10 - 16 h 5  | Dombresky            | 15 h - 16 h 15    | Oliver Koletzki          |
| 13 h 40 - 14 h 15 | Lewis OfMan         | 13 h 45 - 15 h    | Mary Jane            | 14 h - 15 h       | Kyle Watson              |
| 12 h 30 - 13 h 30 | Black Jade          | 13 h 45 - 15 h    | Mary Jane            | 13 h - 14 h       | Chris Stussy (en)        |
| 12 h 30 - 13 h 30 | Black Jade          | 13 h 45 - 15 h    | Mary Jane            | 12 h - 13 h       | Juliet Mendoza           |

Samedi 15 et 22 avril :
| Coachella Stage   | Coachella Stage                       | Outdoor Theatre   | Outdoor Theatre          |
| ----------------- | ------------------------------------- | ----------------- | ------------------------ |
| 23 h 35           | Returning to the Desert Calvin Harris | 22 h 20           | Eric Prydz presents Holo |
| 21 h              | Blackpink                             | 20 h 10 - 21 h    | Boygenius                |
| 19 h - 20 h 10    | RosalÍa                               | 18 h 35 - 19 h 30 | Sofi Tukker              |
| 17 h 35 - 18 h 25 | Charli XCX                            | 17 h 20 - 18 h 10 | Hiatus Kaiyote           |
| 16 h 20 - 17 h 5  | 070 Shake                             | 16 h 10 - 16 h 55 | EarthGang                |
| 15 h - 15 h 50    | Marc Rebillet                         | 15 h - 15 h 45    | Rebelution               |
| 14 h 20 - 14 h 55 | BRN LUXXRY                            | 13 h 40 - 14 h 50 | Yimbo                    |

| Sonora            | Sonora               | Gobi              | Gobi                |
| ----------------- | -------------------- | ----------------- | ------------------- |
| 22 h              | Nia Archives (en)    | 23 h 55           | Donavan's Yard      |
| 21 h - 21 h 40    | Bakar                | 22 h 40 - 23 h 30 | Chromeo             |
| 19 h 55 - 20 h 40 | Sunset Rollercoaster | 21 h 30 - 22 h 15 | Monolink            |
| 18 h 40 - 19 h 30 | The Breeders         | 20 h 20 - 21 h 5  | Eladio Carrión (en) |
| 17 h 35 - 18 h 15 | The Linda Lindas     | 19 h - 19 h 50    | Yaeji               |
| 16 h 30 - 17 h 15 | Ethel Cain           | 17 h 55 - 18 h 35 | Shenseea (en)       |
| 14 h 40 - 15 h 15 | Bratty (en)          | 16 h 40 - 17 h 30 | Dinner Party        |
| 13 h 45 - 14 h 15 | Scowl                | 15 h 35 - 16 h 15 | Umi                 |
| 13 h - 13 h 30    | Horsegirl            | 14 h 30 - 15 h 10 | Elyanna             |
| 12 h - 13 h       | Buster Jarvis        | 13 h 10 - 14 h 20 | dxsko               |

| Mojave            | Mojave      | Sahara            | Sahara           | Yuma              | Yuma                     |
| ----------------- | ----------- | ----------------- | ---------------- | ----------------- | ------------------------ |
| 22 h 35           | Labrinth    | 23 h 45           | $uicidebo$       | 23 h              | Keinemusik (de)          |
| 21 h 5 - 22 h     | Underworld  | 22 h 20 - 23 h 10 | The Kid Laroi    | 21 h 30 - 23 h    | Hot Since 82 (en)        |
| 19 h 40 - 20 h 30 | Jai Paul    | 20 h 5 - 21 h     | Tale of Us       | 20 h - 21 h 30    | WhoMadeWho               |
| 18 h 25 - 19 h 10 | Remi Wolf   | 18 h 50 - 19 h 30 | Diljit Dosanjh   | 18 h 45 - 20 h    | Jan Blomqvist            |
| 17 h 20 - 18 h    | Mura Masa   | 17 h 30 - 18 h 25 | Elderbrook (en)  | 17 h 30 - 18 h 45 | DJ Tennis (en) + Carlita |
| 16 h 15 - 16 h 55 | Yung Lean   | 16 h 20 - 17 h 15 | Kenny Beats (en) | 16 h 15 - 17 h 30 | Mathame                  |
| 15 h 10 - 15 h 50 | Snail Mail  | 15 h 20 - 16 h    | Flo Milli (en)   | 15 h - 16 h 15    | Colyn                    |
| 14 h 10 - 14 h 50 | AG Club     | 13 h 50 - 15 h 5  | Venessa Michaels | 14 h - 15 h       | Chloé Caillet            |
| 12 h 50 - 13 h 55 | wave Groove | 13 h 50 - 15 h 5  | Venessa Michaels | 13 h - 14 h       | Francis Mercier          |
| 12 h 50 - 13 h 55 | wave Groove | 13 h 50 - 15 h 5  | Venessa Michaels | 12 h - 13 h       | Talon                    |

- Empire Polo Club : Destroy Boys (en),

Dimanche 16 et 23 avril :
| Coachella Stage   | Coachella Stage                                                            | Outdoor Theatre   | Outdoor Theatre         |
| ----------------- | -------------------------------------------------------------------------- | ----------------- | ----------------------- |
| 22 h 5            | Frank Ocean (concert du 23 avril annulé, et serait remplacé par Blink-182) | 20 h 45           | Fisher + Chris Lake     |
| 19 h 25 - 20 h 40 | Björk                                                                      | 19 h 5 - 19 h 55  | Dominic Fike            |
| 18 h - 18 h 50    | Kali Uchis                                                                 | 17 h 55 - 18 h 40 | Rae Sremmurd            |
| 16 h 45 - 17 h 35 | Porter Robinson                                                            | 16 h 30 - 17 h 30 | Big Wild                |
| 15 h 40 - 16 h 20 | GloRilla                                                                   | 15 h 20 - 16 h 5  | Stick Figure            |
| 15 h 40 - 16 h 20 | GloRilla                                                                   | 14 h 10 - 14 h 55 | Los Fabulosos Cadillacs |
| 15 h 40 - 16 h 20 | GloRilla                                                                   | 13 h - 14 h       | Jaqck Glam              |

| Sonora            | Sonora                 | Gobi              | Gobi               |
| ----------------- | ---------------------- | ----------------- | ------------------ |
| 21 h 10           | Sudan Archives         | 21 h 20           | DRP Live + DRP Ian |
| 20 h 10 - 20 h 50 | Knocked Loose          | 20 h 15 - 20 h 55 | Drama              |
| 19 h 15 - 19 h 50 | Mareux                 | 19 h 10 - 19 h 50 | Cannons            |
| 18 h - 18 h 45    | Alex G                 | 17 h 55 - 18 h 45 | 2manydjs           |
| 17 h 5 - 17 h 40  | Momma                  | 16 h 45 - 17 h 30 | Romy               |
| 16 h - 16 h 40    | Sleafold Mods          | 15 h 40 - 16 h 20 | Fousheé (en)       |
| 14 h 55 - 15 h 35 | El Michels Affair (en) | 14 h 45 - 15 h 20 | Joy Crookes        |
| 13 h 55 - 14 h 30 | Los Bitchos            | 13 h 50 - 14 h 25 | Ali Sethi (en)     |
| 13 h - 13 h 30    | Connexión Divina       | 14 h 30 - 13 h 40 | Gingee             |
| 12 h - 13 h       | Argenis                | 14 h 30 - 13 h 40 | Gingee             |

| Mojave            | Mojave                   | Sahara            | Sahara         | Yuma           | Yuma                 |
| ----------------- | ------------------------ | ----------------- | -------------- | -------------- | -------------------- |
| 20 h 55           | The Blaze                | 23 h 20           | Boris Brejcha  | 22 h 30        | Gordo                |
| 19 h 45 - 20 h 30 | Willow                   | 21 h 5 -21 h 55   | A Boogie       | 21 h - 22 h 30 | Adam Beyer           |
| 18 h 25 - 19 h 15 | Christine and the Queens | 19 h 45 - 20 h 40 | Jai Wolf (en)  | 19 h 30 - 21 h | Camelphat            |
| 17 h 15 - 18 h    | Weyes Blood              | 18 h 45 - 19 h 30 | Jackson Wang   | 18 h - 19 h 30 | Sasha & John Digweed |
| 16 h 10 - 16 h 50 | Noname                   | 18 h - 18 h 20    | LØREN          | 16 h 30 - 18 h | Cassian              |
| 15 h 5 - 15 h 45  | IDK                      | 17 h - 17 h 40    | Latto          | 15 h - 16 h 30 | Tsha                 |
| 14 h 5 - 14 h 45  | Paris Texas              | 16 h - 16 h 50    | MK             | 14 h - 15 h    | LP Giobbi (en)       |
| 12 h 45 - 13 h 55 | DJ Lil Buddha            | 14 h 50 - 15 h 30 | Pi'erre Bourne | 13 h - 14 h    | Airrica              |
| 12 h 45 - 13 h 55 | DJ Lil Buddha            | 13 h 25 - 14 h 40 | Loboman        | 12 h - 13 h    | Minus the Light      |

- Scène non-renseignée : Jai Paul, Sasha Alex Sloan, 1999.Odds

## 2024
Les éditions 2024 sont prévues du 12 au 14 avril et du 19 au 21 avril.
| Coachella Stage | Outdoor Theatre | Sonora | Gobi | Mojave | Sahara | Yuma | Quasar |
| --- | --- | --- | --- | --- | --- | --- | --- |
| - Lana Del Rey - Peso Pluma - Lil Uzi Vert - Sabrina Carpenter - Young Miko - Record Safari (Week-end 1) - Jaqck Glam (Week-end 2) | - Justice - Everything Always (Dom Dolla & John Summit) - Deftones - L'Impératrice - Fundido (Week-end 1) - Spiñorita (Week-end 2) | - Son Rompe Pera - Clown Core - Black Country, New Road - Eartheater - The Beths - late night drive home - Narrow Head - Upchuck - doom dave (Week-end 1) - Jim Smith (Week-end 2) | - Suki Waterhouse - Chlöe - NEIL FRANCES - Brittany Howard - Chappell Roan - Sid Sriram - Kokoroko - Cimafunk | - Anti Up - Hatsune Miku - Yoasobi - Tinashe - Faye Webster - The Japanese House - Mall Grab - DAYSonMARKET. (Week-end 1) - El Ethos (Week-end 2) | - Steve Angello - ATEEZ - Peggy Gou - Bizarrap - Skepta - Ken Carson - Cloonee - Skin On Skin - Sincerely, Manolo (Week-end 1) - Val Fleury (Week-end 2) | - Gorgon City - Adriatique - ANOTR - Kevin de Vries x Kölsch - BLOND:ISH - Innellea - Miss Monique - Ben Sterling - Keyspan | - Honey Dijon x Green Velvet (Week-end 1) - Honey Dijon (Week-end 1) - Green Velvet (Week-end 1) - Patrick Mason (Week-end 1) - RÜFÜS DU SOL (DJ Set) (W2) - Adam Ten x Mita Gami (W2) |

The Do LaB Weekend 1 : DJ Pee .Wee, Channel Tres, salute, The Dare (DJ Set), SOFI TUKKER (DJ Set), Anna Lunoe, Melé, DJ Starrza, DRĖĖĖMY
The Do LaB Weekend 2 : DJ Snake (Hip Hop Set), TroyBoi, Juelz, Jon Casey, ALLEYCVT, Yung Singh, HoneyLuv, Sinca, CocoRosie, Huneycut
Heineken House Weekend 1 & 2 : J. Worra, Bob Sinclar, GoldFish, Torren Foot x Kormak, Darci, DJ Noah
| Coachella Stage | Outdoor Theatre | Sonora | Gobi | Mojave | Sahara | Yuma | Quasar                                                                                               |
| --- | --- | --- | --- | --- | --- | --- | --- |
| - Tyler, the Creator - No Doubt - Blur - Sublime - Santa Fe Klan - Jaqck Glam (Week-end 1) - Record Safari (Week-end 2) | - Gesaffelstein - Jungle - Jon Batiste - Blxst - Vampire Weekend (Week-end 1) - Gabe Real (Week-end 1) - Juicewon (Week-end 2) | - Brutalismus 3000 - Bar Italia - The Red Pears - Depresión Sonora - The Adicts - The Aquabats - Girl Ultra - Militarie Gun - Triste Juventud x Tótem (Week-end 1) - Buster Jarvis (Week-end 2) | - Orbital - Kevin Kaarl - Saint Levant - Oneohtrix Point Never - Palace - The Last Dinner Party - thuy - Young Fathers - Erika de Casier (en) - Elusive (Week-end 1) | - The Drums - Coi Leray - Charlotte de Witte - Bleachers - Kevin Abstract - Raye - Kenya Grace - ANIKA KAI (Week-end 1) - miniMIZE (Week-end 2) | - Dom Dolla - Le Sserafim - ISOKNOCK (ISOxo & Knock2) - Ice Spice - Grimes - Purple Disco Machine - Destroy Lonely - Starrza - Loboman (Week-end 1) - Venessa Michaels (Week-end 2) | - The Blessed Madonna - Patrick Mason - Reinier Zonneveld - Âme x Marcel Dettmann - Will Clarke - Rebūke (Week-end 1) - Mahmut Orhan - Maz - Kimonos | - Michael Bibi (Week-end 1) - Carlita (Week-end 1) - Eric Prydz x Anyma (Sunset DJ Set) (Week-end 2) |

The Do LaB Weekend 1 : Adriatique b2b BLOND:ISH, Kaskade, Sam Gellaitry, VNSSA b2b Nala, Billie & Friends Party, Ahadadream, Jersey, Azzecca, Parallelle, Awen, Maddy Maia b2b Tottie
The Do LaB Weekend 2 : Cloonee b2b Chris Lorenzo, Patrick Mason, KETBOI69 (KETTAMA b2b Partiboi69), Biscits, Kasbo, Westend, Beltran, AYYBO, Baby Weight, Juliet Mendoza, Val Fleury
Heineken House Weekend 1 : Dennis Ferrer x Skream, Bia, T-Pain, Channel Tres (DJ Set), Marten Lou, DAYSonMARKET.
Heineken House Weekend 2 : Dennis Ferrer, Bia, Fat Joe, Channel Tres (DJ Set), Marten Lou, DAYSonMARKET.
| Coachella Stage                                                        | Outdoor Theatre                                                                                            | Sonora | Gobi | Mojave | Sahara | Yuma | Quasar |
| ---------------------------------------------------------------------- | --- | --- | --- | --- | --- | --- | --- |
| - Doja Cat - J Balvin - Bebe Rexha - Carin León - YG Marley - Ludmilla | - Jhené Aiko - Khruangbin - The Rose - Reneé Rapp - Tiffany Tyson (Week-end 1) - Jeremiah Red (Week-end 2) | - Boy Harsher - Mandy, Indiana - Latin Mafia - Eddie Zuko - Hermanos Gutiérrez - Feeble Little Horse - BB Trickz - jjuujjuu - Argenis (Week-end 1) - DJ Jon (Week-end 2) | - ATARASHII GAKKO! - Barry Can't Swim - Two Shell - Olivia Dean - Jockstrap - Mdou Moctar - waveGroove (Week-end 1) - Saya W (Week-end 2) | - BICEP - Lil Yachty - Tems - Victoria Monét - 88RISING FUTURES (Week-end 1) - Skream (Week-end 2) - Taking Back Sunday - FLO - Honey Roots (Week-end 1) - Savvy Lo (Week-end 2) | - John Summit - DJ Snake - Anyma - NAV - AP Dhillon (Week-end 1) - Kid Cudi (Week-end 2) - Spinall - Tita Lau - BONES (Week-end 1) - Canyon Cody (Week-end 2) | - ARTBAT - Folamour - Carlita - Adam Ten x Mita Gami - Eli & Fur - Flight Facilities - DJ Seinfeld - JOPLYN | - Jamie xx x Floating Points x Daphni (Week-end 1) - Mall Grab (Week-end 1) - Diplo x Mau P (Week-end 2) - BLOND:ISH (Week-end 2) |

The Do LaB Weekend 1: Bonobo b2b Barry Can't Swim, BODY HI by Alesso, Nikki Nair x Hudson Mohawke, Chase & Status, Hamdi, Tape B, Sicaria, Player Dave, Mia Moretti, Smiles Davis
The Do LaB Weekend 2: Skream & Friends, DJ Tennis, Dylan Brady, Sultan + Shepard, &friends, Marc Rebillet, Jasper Tygner, Julya Karma, Tinzo & JoJo (Book Club Radio), Patricio
Heineken House Weekend 1 & 2: Claptone, Lupe Fiasco, Louie Vega, Klingande, Iglesias, MISS DRE

## 2025
Le festival a lieu les weekends des 11-13 et 18-20 avril.
Vendredi 11 et 18 avril :
| Coachella Stage   | Coachella Stage   | Outdoor Theatre   | Outdoor Theatre                                  |
| ----------------- | ----------------- | ----------------- | ------------------------------------------------ |
| 23 h 10           | Lady Gaga         | 22 h 10           | Parcels                                          |
| 21 h - 21 h 55    | Missy Elliott     | 20 h 20 - 21 h 20 | The Marías                                       |
| 19 h 10 - 20 h 5  | Benson Boone      | 18 h 45 - 19 h 30 | Tyla                                             |
| 17 h 40 - 18 h 30 | MARINA            | 17 h 25 - 18 h 15 | The Go-Go's                                      |
| 16 h 20 - 17 h 10 | Thee Sacred Souls | 16 h 5 - 16 h 55  | Seun Kuti & Egypt 80                             |
| 15 h - 16 h       | Gabe Real         | 14 h 50 - 15 h 50 | Tiffany Tyson (Week-end 1) Juicewon (Week-end 2) |

| Sonora            | Sonora                                        | Gobi              | Gobi                                        |
| ----------------- | --------------------------------------------- | ----------------- | ------------------------------------------- |
| 22 h              | HiTech                                        | 22 h 40           | Indo Warehouse                              |
| 20 h 40 - 21 h 20 | SPEED                                         | 21 h 30 - 22 h 15 | CA7RIEL & Paco Amoroso                      |
| 19 h 30 - 20 h 10 | Los Mirlos                                    | 20 h 15 - 21 h    | Artemas                                     |
| 18 h 10 - 19 h    | KNEECAP                                       | 19 h - 19 h 45    | A. G. Cook                                  |
| 17 h - 17 h 40    | julie                                         | 17 h 55 - 18 h 35 | d4vd (en)                                   |
| 15 h 50 - 16 h 30 | TOPS (en)                                     | 16 h 45 - 17 h 25 | 4batz                                       |
| 15 h - 15 h 30    | vs self                                       | 15 h 30 - 16 h 20 | Maribou State                               |
| 14 h - 14 h 30    | Glixen                                        | 14 h 15 - 15 h 5  | PARISI                                      |
| 13 h - 14 h       | Doom Dave (Week-end 1) Jim Smith (Week-end 2) | 13 h 20 - 14 h 5  | Saison. (Week-end 1) Busterkun (Week-end 2) |

| Mojave            | Mojave                                             | Sahara            | Sahara                                   | Yuma              | Yuma                      |
| ----------------- | -------------------------------------------------- | ----------------- | ---------------------------------------- | ----------------- | ------------------------- |
| 22 h 5            | The Prodigy                                        | 23 h 50           | Mustard                                  | 23 h 15           | Vintage Culture           |
| 20 h 35 - 21 h 25 | Miike Snow                                         | 22 h 25 - 23 h 10 | GloRilla                                 | 21 h 45 - 23 h 15 | Chris Stussy              |
| 19 h 20 - 20 h 5  | Eyedress                                           | 21 h 10 - 21 h 55 | Yeat                                     | 20 h 15 - 21 h 45 | Pete Tong b2b Ahmed Spins |
| 18 h 5 - 18 h 50  | Djo                                                | 19 h 45 - 20 h 40 | Lisa                                     | 19 h - 20 h 15    | Thinlicker                |
| 16 h 50 - 17 h 35 | Lola Young                                         | 18 h 10 - 19 h 5  | Sara Landry                              | 17 h 45 - 19 h    | Beltran                   |
| 15 h 40 - 16 h 20 | SAINt JHN                                          | 17 h 15 - 17 h 55 | Three 6 Mafia                            | 16 h 45 - 17 h 45 | Damian Lazarus            |
| 14 h 35 - 15 h 15 | Ravyn Lenae                                        | 16 h - 17 h       | Chris Lorenzo                            | 15 h 45 - 16 h 45 | Shermanology              |
| 13 h 30 - 14 h 20 | Sincerely, Manolo (Week-end 1) GINGEE (Week-end 2) | 14 h 55 - 15 h 45 | Austin Millz                             | 14 h 45 - 15 h 45 | Moon Boots                |
| 13 h 30 - 14 h 20 | Sincerely, Manolo (Week-end 1) GINGEE (Week-end 2) | 13 h 45 - 14 h 45 | MASSIO (Week-end 1) Loboman (Week-end 2) | 13 h 45 - 14 h 45 | Coco & Breezy             |
| 13 h 30 - 14 h 20 | Sincerely, Manolo (Week-end 1) GINGEE (Week-end 2) | 13 h 45 - 14 h 45 | MASSIO (Week-end 1) Loboman (Week-end 2) | 13 h - 13 h 45    | EREZ                      |

Quasar (Week-end 1) : The Martinez Brothers X Loco Dice, Coco & Breezy X Kaleena Zanders
Quasar (Week-end 2) : Testpilot X Zhu, Rafael X Miluhska